# Biotika
Biotika, a.s. – słowackie przedsiębiorstwo działające w branży farmaceutycznej i biotechnologicznej. Zostało założone w 1953 roku.
Centrala przedsiębiorstwa mieści się w Slovenskiej Ľupčy, 8 km na wschód od Bańskiej Bystrzycy.